# Communauté de communes de Blangy-sur-Bresle
La communauté de communes de Blangy-sur-Bresle est une ancienne communauté de communes française, située dans les départements de la Seine-Maritime et de la Somme et les régions Normandie et Hauts-de-France. Elle a été dissoute au 31 décembre 2016 et intégrée dans la communauté de communes interrégionale Aumale - Blangy-sur-Bresle.

## Histoire
La communauté de communes a été créée par arrêté préfectoral du 10 septembre 2001 et regroupant les 19 communes du canton de Blangy-sur-Bresle. Elle succède au SIVOM de Blangy-sur-Bresle, créé  au 1er janvier 1979 afin de gérer pour le compte de ces communes le ramassage et le traitement des odures ménagères ainsi que le ramassage scolaire.
Le 18 janvier 2007, cinq communes de la Somme (Bouillancourt-en-Séry, Bouttencourt, Maisnières, Tilloy-Floriville et Vismes), toutes situées dans le canton de Gamaches adhèrent à la communauté, qui devient de ce fait interdépartementale et interrégionale.
Enfin, quatre communes supplémentaires de la Somme (Biencourt, Frettemeule, Martaineville et Ramburelles) adhèrent également en 2009 à la communauté de communes.
Dans le cadre de l'approfondissement de la coopération intercommunale prévu par la loi portant nouvelle organisation territoriale de la République (Loi NOTRe) du 7 août 2015, le projet de schéma départemental de coopération intercommunale présenté par le préfet de Seine-Maritime le 2 octobre 2015 prévoit la fusion des « communautés de communes d’Yères et Plateaux (7 801 habitants), Bresle Maritime (32 542 habitants), de  Blangy-sur-Bresle (14 702 habitants) et du canton d’Aumale (7 073 habitants) ». Cette fusion est rejetée par la plupart des intercommunalités concernées, qui proposent d'autres fusions,,.

## Territoire communautaire

### Composition
La communauté de communes regroupe 19 communes du département de la Seine-Maritime et 9 communes du département de la Somme :
| Nom                       | Code Insee | Gentilé          | Superficie (km2) | Population (dernière pop. légale) | Densité (hab./km2) |
| ------------------------- | ---------- | ---------------- | ---------------- | --------------------------------- | ------------------ |
| Blangy-sur-Bresle (siège) | 76101      | Blangeois        | 17,45            | 2 960 (2014)                      | 170                |
| Aubermesnil-aux-Érables   | 76029      | Aubermesnilais   | 8,48             | 204 (2014)                        | 24                 |
| Bazinval                  | 76059      | Bazinvalois      | 7,18             | 408 (2014)                        | 57                 |
| Biencourt                 | 80104      | Biencourtois     | 2,22             | 129 (2014)                        | 58                 |
| Bouillancourt-en-Séry     | 80120      | Bouillancourtois | 16,11            | 570 (2014)                        | 35                 |
| Bouttencourt              | 80126      | Bouttencourtois  | 7,73             | 961 (2014)                        | 124                |
| Campneuseville            | 76154      | Campneusevillais | 12,30            | 477 (2014)                        | 39                 |
| Dancourt                  | 76211      | Dancourtois      | 18,30            | 228 (2014)                        | 12                 |
| Fallencourt               | 76257      | Fallencourtois   | 12,08            | 192 (2014)                        | 16                 |
| Foucarmont                | 76278      | Foucarmontois    | 7,28             | 882 (2014)                        | 121                |
| Frettemeule               | 80362      | Frettemeulois    | 7,45             | 308 (2014)                        | 41                 |
| Guerville                 | 76333      | Guervillois      | 12,46            | 473 (2014)                        | 38                 |
| Hodeng-au-Bosc            | 76363      | Hodengeois       | 8,77             | 568 (2014)                        | 65                 |
| Maisnières                | 80500      | Maisnièrois      | 12,73            | 521 (2014)                        | 41                 |
| Martainneville            | 80518      | Martainnevillois | 7,58             | 436 (2014)                        | 58                 |
| Monchaux-Soreng           | 76441      | Monchaliens      | 10,05            | 649 (2014)                        | 65                 |
| Nesle-Normandeuse         | 76460      |                  | 9,10             | 591 (2014)                        | 65                 |
| Pierrecourt               | 76500      |                  | 9,51             | 474 (2014)                        | 50                 |
| Ramburelles               | 80662      |                  | 4,59             | 264 (2014)                        | 58                 |
| Réalcamp                  | 76520      | Réalcampois      | 11,45            | 673 (2014)                        | 59                 |
| Rétonval                  | 76523      | Rétonvalais      | 5,62             | 197 (2014)                        | 35                 |
| Rieux                     | 76528      |                  | 7,09             | 651 (2014)                        | 92                 |
| Saint-Léger-aux-Bois      | 76598      |                  | 11,02            | 510 (2014)                        | 46                 |
| Saint-Martin-au-Bosc      | 76612      |                  | 7,20             | 232 (2014)                        | 32                 |
| Saint-Riquier-en-Rivière  | 76645      | Saint-Riquiérois | 9,99             | 162 (2014)                        | 16                 |
| Tilloy-Floriville         | 80760      |                  | 8,09             | 395 (2014)                        | 49                 |
| Villers-sous-Foucarmont   | 76744      | Villerois        | 7,01             | 197 (2014)                        | 28                 |
| Vismes                    | 80809      |                  | 13,26            | 466 (2014)                        | 35                 |

Elle regroupe, selon le recensement de 2011, une population municipale de 14 658 habitants dont 10 663 habitants des communes de Seine-Maritime et 3 995 dans celles de la Somme.

## Politique et administration

### Siège
Le siège de la communauté de communes est à Blangy-sur-Bresle, 20, rue de Barbentane.

### Élus
La communauté d'agglomération est administrée par son Conseil communautaire, composé, pour le mandat 2014-2020, de 32 conseillers municipaux représentant les  communes membres, à raison d'un délégué pour les petites communes de moins de 700 habitants, deux pour Bouttencourt et Foucarmont, qui regroupent mille habitants environ, et trois pour Blangy-sur-Bresle, chef-lieu de près de 3 000 habitants.
Le conseil communautaire du 15 avril 2014 a réélu son président, Christian Roussel, maire de  Rieux, et son bureau pour le mandat 2014-2020, constitué de trois vice-présidents, désignés à raison d'un pour les communes du département de la Somme, un pour celles de la Seine-Maritime de la vallée de la Bresle et un pour celles de la vallée de l'Yères, et de 9 autres membres. Il s'agit de : 
Vice-présidents
1. Jean-Jacques Nantois, maire de Martainneville ;
2. M. Claude Vialaret, élu d'opposition de Blangy-sur-Bresle ;
3. Rémy Ternisien, maire de Saint-Léger-aux-Bois ;

Autres membres
Les autres membres du bureau sont Éric Arnoux (maire de Blangy), Claude Santerre (maire d’Hodeng-au-Bosc), Stéphane Poteaux (1er adjoint à Foucarmont), Jean-Claude Quénot (maire de Monchaux), Thierry Blondin (maire de Réalcamp), Maurice Denis (maire d’Aubermesnil-aux-Érables), Daniel Martin (maire de Nesle-Normandeuse), Gilbert Sellier (maire de Pierrecourt), et Bernard Thiebault (maire de Maisnières).

### Liste des présidents
| Période | Période                       | Identité          | Étiquette | Qualité                                        |
| ------- | ----------------------------- | ----------------- | --------- | ---------------------------------------------- |
| 2001    | En cours (au 20 février 2015) | Christian Roussel |           | Maire de Rieux Réélu pour le mandat 2014-2020, |

### Compétences
L'intercommunalité exerce des compétences qui lui sont déléguées par les communes membres, qui sont : 
Compétences obligatoires
- Action de développement économique ;
- Aménagement de l’espace.

Compétences optionnelles
- Protection et mise en valeur de l’environnement ;
- Logement et cadre de vie ;
- Tourisme Loisirs ;
- Maison de Santé Pluridisciplinaire.

Compétence facultative
- Organisation des transports scolaires vers les collèges et lycées en liaison avec le Conseil Général[12].

### Régime fiscal et budget
L'intercommunalité est financée par une fiscalité additionnelle aux impôts locaux des communes, avec FPZ (fiscalité professionnelle de zone) et sans FPE (fiscalité professionnelle sur les éoliennes).